# Stijn Ennekens
Stijn Ennekens (né le 25 novembre 1984 à Diest,) est un coureur cycliste belge, actif des années 1990 à 2010.

## Biographie
En 2001, Stijn Ennekens s'impose sur l'épreuve Liège-La Gleize chez les juniors (moins de 19 ans). Trois ans plus tard, il remporte la course Romsée-Stavelot-Romsée ainsi qu'une étape du Triptyque des Barrages. Il évolue ensuite au niveau continental entre janvier 2005 et avril 2008. Durant cette période, il gagne une étape du Ringerike Grand Prix en 2006. Il brille par ailleurs dans des compétitions régionales et sur des interclubs belges. 
Il retrouve brièvement le niveau continental en 2012, au sein de l'équipe An Post-Sean Kelly. Cette expérience n'est toutefois pas très concluante. À l'issue de cette saison, il met un terme à sa carrière cycliste.

## Palmarès et résultats

### Palmarès par année
- 2001
  - Liège-La Gleize
- 2002
  - 2e du Circuit du Brabant wallon
- 2004
  - Romsée-Stavelot-Romsée
  - 1re étape du Triptyque des Barrages
  - 2e du Tour du Brabant Wallon
  - 3e de la Flèche de Liedekerke
- 2005
  - Zellik-Galmaarden
- 2006
  - 1re étape du Ringerike Grand Prix
- 2008
  - Tour de la province d'Anvers
  - 3e du Mémorial Henri Garnier
- 2009
  - 2e de Bruxelles-Zepperen
  - 3e de Bruxelles-Opwijk

### Classements mondiaux
| Année           | 2005 | 2006 |
| --------------- | ---- | ---- |
| UCI Europe Tour | 940e | 826e |